# Херман VIII (Баден)
Херман VIII (на немски: Hermann VIII von Baden; † 1296 или 1300) е от 1291 до 1300 г. маркграф на Баден-Баден-Пфорцхайм в Маркграфство Баден.

## Произход и управление
Той е третият син на маркграф Херман VII фон Баден († 12 юли 1291) и на Агнес фон Труендинген († сл. 1309). По-големите му братя са маркграфовете Фридрих II († 1333) и Рудолф IV († 1348).
От 1291 до 1300 г. той управлява Баден-Баден-Пфорцхайм, северната част от Маркграфство Баден, заедно с брат си Рудолф IV.